# Didier André
 (janvier 2016).
Si vous disposez d'ouvrages ou d'articles de référence ou si vous connaissez des sites web de qualité traitant du thème abordé ici, merci de compléter l'article en donnant les références utiles à sa vérifiabilité et en les liant à la section « Notes et références ».
Didier André, né le 3 septembre 1974 à Lyon, est un pilote automobile français.

## Carrière
- 1989-1992 : Championnat de France de karting  , 4 fois 1er
  - Capitaine de l’Équipe de France
  - Championnat d'Europe de karting, 2e
  - Coupe du monde de Karting , 3e
- 1993 : Championnat de France Formule Renault, 5e
- 1994 : Championnat de France Formule 3, 16e
- 1995 : Championnat de France Formule 3, 13e
- 1996 : Championnat de France Formule 3, 15e
- 1997 : Indy Lights, 14e
- 1998 : Indy Lights, Vice Champion,Team Pac West, (Cristiano Da Matta, Champion)
- 1999 : Indy Lights, Team Pac West, 8e
- 2000 : 24 Heures du Mans, Team Oreca PlayStation, Prototype LMP1, 8e
- 2001 : Indy Racing League, 2e Rookie, Team Galles. Équipier : Al Unser Jr
- 2002 : 24h de Daytona avec Franck Fréon, Pilote officiel Corvette
- 2003 : World Series by Nissan, Monoplace V8 3,5, 22e
  - 24 Heures du Mans, Vainqueur en Prototype LMP2
- 2004 : World Series by Nissan, Monoplace V8 3,5, 13e
  - 24 heures du Mans, Prototype LMP2, 8e
- 2005 : Championnat Le Mans Series, Prototype LMP2
  - 24 Heures du Mans, Pole position,, 3e Prototype LMP2
- 2006 :  Champion LMES, Team Pescarolo, prototype LMP1 Pescarolo
- 2006 : Vainqueur du Trophée Andros (sur Glace) par Équipe avec Yvan Muller
- 2007 : 24 Heures du Mans GT1 sur Corvette, 11e
- 2009 : 24 Heures du Mans Prototype LMP1, 10e,
- 2010 : 24 Heures du Mans Prototype LMP1, Team Oreca Matmut, 4e au général, 1er en catégorie Essence & Record du nombre de tours parcourus
- 2011 : Pilote en championnat FIA GT3, sur Audi R8 LMS, Team officiel Audi Sport WRT.
  - Formation Fédérale (FFSA) pour devenir Entraineur sportif (DEJEPS).
- 2012 : Profession, Entraineur sportif en Sport automobile pour le Perfectionnement sportif Circuit & Karting, Titulaire du DEJEPS.
- 2013 : Rallye WRC : Latvala et Mads Ostberg
- 2014 : Jules Gounon en FR 2.0 (sous contrat), fils de Jean-Marc Gounon
  - Didier André, Pole Position et 2e de Laguna Seca Rolex, Corvette Greenwood 1977
- 2014 : Création de l'entreprise Didier André Driver Development en France grâce à l'appui technique et pédagogique de son conseiller Claude Micaud.
- 2015 : gestion de pilotes : Julien Andlauer, F4, Jules Gounon en compétition & Hugo Chevalier, F4, Ugo Gazil, karting pour le perfectionnement.
- 2016 : gestion de pilotes : Hugo Chevalier, F4 & Ugo Gazil en karting.
- 2019 : champion de France karting avec Esteban Masson.
- 2021 : champion FIA F4 FFSA avec Esteban Masson.